# Sibeliusmuseum
Het Sibeliusmuseum (Fins: Sibelius-museo, Zweeds: Sibeliusmuseum) is een museum in Turku, gewijd aan de geschiedenis van de muziek in Finland. Het bezit bladmuziek, foto’s, muziekopnames en een collectie muziekinstrumenten die 2000 items omvat, afkomstig uit Finland, maar ook van elders in de wereld. Ook heeft het een kamer die geheel gewijd is aan de componist Jean Sibelius. Het museum beschikt over een concertzaal waar wekelijks concerten worden gehouden.

## Geschiedenis
Basis van het museum was de collectie van de Åbo Akademi, die Otto Anderson daar sinds zijn aantreden als hoogleraar musicologie en volkskunde in 1926 had aangelegd. De Sibelius-collectie was in de jaren 30 door baron Axel Carpelan geschonken. In 1949 ging de collectie verder als het Sibeliusmuseum, nadat Jean Sibelius toestemming had gegeven om zijn naam te gebruiken. 
In de beginjaren had het museum nog geen vaste locatie, maar in de jaren zestig begon de bouw van het huidige museum naar een ontwerp van architect Woldemar Baeckman. Het gebouw werd in 1968 in gebruik genomen.